# Mastio Federiciano
De Mastio Federiciano of Fort van Frederik is een fort in de Euganische Heuvels in de Noord-Italiaanse provincie Verona. Het fort staat meer bepaald op de heuveltop Colle della Rocca in de gemeente Monselice. 

## Historiek
Tevoren stond op de heuveltop een kasteel van de Byzantijnen, dat de Longobarden veroverden in 602. Het kasteel geraakte nadien in verval. De Mastio Federiciano verrees op de ruïne. Het was keizer Frederik II van het Heilige Roomse Rijk die beval gaf tot de bouw in de jaren 1239-1240. In 1239 was Frederik II op strafexpeditie tegen Azzo VII d’Este, markgraaf van Ferrara en Welfenleider, en dus tegenstander van de keizer. 
De Masto Federiciano bestond uit een centrale toren met rondom de heuveltop verdedigingsmuren. Hiervoor moest de parochiekerk Santa Giustina op de heuveltop afgebroken worden. De kerk werd herbouwd halverwege de heuvel. De Mastio Federiciano werd een keizerlijke hofplaats waar recht gesproken werd voor de mark Treviso door de keizerlijke vazal Ezzelino III da Romano.
In de 14e eeuw kwam Monselice en het fort in handen van de stadstaat Padua, onder leiding van het Huis da Carrara. De heren van Padua versterkten de Mastio Federiciano met bijkomende verdedigingsmuren.
Vanaf 1405 was de stadstaat Padua en dus ook de Mastio Federiciano in handen van de republiek Venetië. Het fort werd de zomerresidentie van adellijke families uit Venetië. Deze edellieden lieten villa’s bouwen binnenin het fort. 
Het laatste oorlogsfeit was de belegering door koning Lodewijk XII van Frankrijk tijdens de Oorlog van de Liga van Kamerijk. Deze oorlog was gericht tegen Venetië. De alliantie tegen Venetië haalde het. De muren van de Mastio Federiciano werden zwaar beschadigd door kanonballen (1509).